# The Journal of Infectious Diseases
The Journal of Infectious Diseases es una revista médica quincenal revisada por pares publicada por Oxford University Press en nombre de la Infectious Diseases Society of America . Abarca la investigación sobre la patogénesis , el diagnóstico y el tratamiento de enfermedades infecciosas , los microorganismos que las causan y los trastornos del sistema inmunológico . El editor en jefe es Martin Hirsch, quien sucedió a Marvin Turck. La revista se estableció en 1904 y fue trimestral hasta 1969 cuando se convirtió en mensual, luego en 2001 comenzó a publicarse quincenalmente. Desde 1904 hasta 2011, la revista fue publicada por University of Chicago Press .

## Resumen e indexación
La revista está resumida e indexada en:
- OneFile académico
- Búsqueda académica
- Vistas previas de BIOSIS
- Resúmenes CAB
- Resúmenes químicos
- CINAHL
- Contenidos actuales / Medicina clínica
- Elsevier Biobase
- Embase
- Salud mundial
- Contenidos actuales / Ciencias de la vida
- Index Medicus / MEDLINE / Pub Med[1]
- Índice de citas científicas
- Scopus
- Boletín de Enfermedades Tropicales[2]

Según Academic accelerator , la revista tiene un factor de impacto para el período 2019-2020 de 5022.